# 두뇌공조
《두뇌공조》는 2023년 1월 2일부터 2023년 2월 28일까지 방송되었던 KBS 2TV 월화 드라마였다.

## 기획 의도
서로 못 죽여 안달 난 두 남자가 희귀 뇌 질환에 얽힌 범죄 사건을 해결하는 본격 뇌 과학 코믹 수사극

## 제작진

### 제작사
- 삼화네트웍스

### 제작
- 안제현
- 신상윤

### 극본
- 박경선 : ( KBS TV 문학관 《사람의 아들》(각색), KBS 드라마 스페셜 《락 Rock 樂》(집필) 등 집필 )

### 연출
- 이진서 : ( KBS 2TV 월화 드라마 《그녀가 돌아왔다》(공동연출)·《최강칠우》(공동연출)·《부자의 탄생》(연출)·《동안미녀》(공동연출), KBS 드라마 스페셜 《명문대가 뭐길래?》(연출), KBS TV소설 《청춘예찬》(공동연출), KBS 2TV 수목 드라마 《천명: 조선판 도망자 이야기》(연출), KBS 2TV 주말 드라마 《오케이 광자매》(연출) 등 연출 )
- 구성준 : ( KBS 2TV 수목 드라마 《어서와》(공동연출) 등 연출 )

## 등장 인물
- (†) 표시는 드라마 상에서 최종적으로 사망한 인물이다.

### 주요 인물
- 정용화 : 신하루 역(아역 서우진)- ‘아주 특별한 뇌’를 가진 국내외 뇌 과학 분야를 두루 섭렵한 천재 뇌 과학자

법, 돈, 여자, 외로움, 죽음...... 말만 들어도 겸손해지는 이런 거 하나도 안 무서운 진정한 용자. 자기가 쓰레기라 생각하는 상대에겐 자비심 1도 없는 무자비한 남자. 훤칠한 외모, 교주와 사기꾼 그 어딘가에 있는 말빨로 무장한 채 강자 약자 안 가리고 평등하게 모두 까기 하는 당당한 모습은 그만의 매력 포인트! 그가 이처럼 세상 무서운 거 없고 무자비한데 매력적일 수 있는 이유가 있으니, 그가 아주 특별한 뇌를 가졌기 때문이다.
- 차태현 : 금명세 역 - ‘이타적인 뇌’를 가진 서부경찰서 신경과학팀 경사

겉모습은 껄렁껄렁 딱 생계형 비리 형사인데 착하다. 그것도 무지 착하다. 투덜, 버럭 하면서도 딱한 처지의 용의자들 뒤치다꺼리 외면 못하고 구시렁거리면서도 경찰서 궂은일 도맡아 한다. 장난기 장착한 눈빛과 잔망미 넘치는 행동으로 팀 분위기 업 시키는 것도 그의 몫. 뻔뻔한 전처와 중2병 딸 사이에서 억울한 일을 종종 당하는데 ‘나는 왜 이리 호구쪼다처럼 사는 것인가...!’ 자괴감에 이불킥 인생 40년. 하지만 훗날 바보가 득도하듯 깨닫는다. 착한 것이 자신의 가장 큰 매력이자 무기라는 걸.
- 곽선영 : 설소정 역 - ‘소심한 뇌’를 가진 서부경찰서 신경과학팀 팀장, 법최면수사관.

다른 사람은 아무렇지 않게 하는 사소한 일에도 심장 박동 수가 빨라지고, 식은땀이 나고, 얼굴이 잘 빨개지는 소심녀. 이런 자기 성격이 너무 싫다. 딱히 잘못한 것도 없는데 김계장의 ‘짜증받이’가 될 때는 성격 개조라도 해서 맞장 뜨고 사표 집어 던지고 나오고 싶은 마음이 간절해진다. 그런데 성격개조, 그 바람이 이뤄진다.
- 예지원 : 김모란 역 - ‘성욕과다 뇌’를 가진 명세의 전처

바람피우다 걸려 명세와 이혼한 후에도 양다리 세다리 걸치며 남자를 만난다, 그 와중에도 명세에게 이런 저런 부탁을 하고 집을 드나드는 뻔뻔녀. 하지만 그녀의 행동에도 다 이유가 있었으니, 성욕 과다 뇌 때문인 것. 신하루 박사 덕분에 성욕과다 뇌의 원인을 알게 된다.

### 하루 주변 인물
- 정동환 : 황동우 역 - ‘사이코패스 뇌’를 가진 교도소에 수감 중인 살인마

자신의 환자 일곱 명을 살해한 혐의로 사형을 선고 받고 교도소에 수감 중이다. 어떤 금전적인 이득도 취하지 않고 그저 관능적인 기쁨을 위해 살인을 하는 극단적인 사이코패스 뇌를 가진 인물. 뇌 기증을 빌미로 신하루 박사를 만나는 순간, 그를 파괴하고 싶다는 악마의 본능이 꿈틀거리기 시작한다.
- 김수진 : 신지형 역 - ‘중년의 뇌’를 가진 한국대학병원 신경외과 의사, 하루의 고모.

중년의 뇌가 되면서 이름이나 단어를 깜빡깜빡하는 일이 잦아졌지만 감정 통제가 잘 되고, 훨씬 긍정적이 됐다. 한마디로, 지혜로워졌다. 일찍 부모를 잃은 유일한 혈육 하루를 헌신과 노력으로 돌봤다. 특별한 뇌를 가진 하루가 별 탈 없이 자라 뇌 과학자로 명성을 떨치며 성공적인 삶을 사는 것도 다 그녀의 덕이다.
- 임철형 : 박치국 역 - ‘정치적인 뇌’를 가진 한국대학교 부설 뇌 과학 연구소 브레인 허브 센터장

다른 사람의 심리와 상황을 잘 파악하고, 자신의 행동이 상황에 적절한지 판단하는 ‘자기 인식 민감도’가 높은 뇌를 가졌다. 이 때문에 상황이 변하면 행동도 금세 달라지는 인물. 하루 부모와 대학 동기로 절친한 사이였다. 어린 나이에 부모를 잃은 하루를 살뜰히 돌봤고, 하루도 아버지처럼 따른다. 하지만 하루를 각별히 챙긴 데는 말 못할 죄책감이 자리하고 있다.

### 명세 주변 인물
- 우현 : 김길중 역 - ‘갱년기 뇌’를 가진 서부경찰서 신경과학팀 계장

신경과학팀 신설에 앞장선 인물, 남자 갱년기 뇌의 특징인 뇌 시상하부 기능 저하로 성격 변화가 찾아왔다. 바람에 날리는 비닐봉지에도 감정 이입해 울컥하는 등 툭하면 눈물이 난다. 부쩍 느껴지는 소외감에 사소한 일에도 노여움이 솟구치는데 이 때문일까? 만만한 설소정 팀장을 화 받이로 활용하다 큰 봉변을 당한다.
- 김아송 : 금이나 역 - ‘10대의 뇌’를 가진 명세의 딸

뇌의 경찰관인 전두엽 미숙으로 빈번히 충동과 혼란에 사로잡히는 어디로 튈지 모르는 전형적인 10대의 뇌 소유자다.

### 그 외 인물
- 전성환
- 김진서
- 심현서 : 정은호 역
- 박상훈 : 김재원 역 (1~2화 사건 인물)
- 유병훈 : 이종구 역
- 홍아름 : 트엉 역 (3~4화 사건 인물)
- 흐엉 : 트엉 언니 역
- 태미 : 화이 역
- 르안톤
- 이상숙 : 이정자 역
- 심지유 : 지율 역
- 채민희 : 지율의 엄마 역
- 이승준 : 허범수 역
- 전익령 : 김재숙 역
- 최다음 : 한성미 역
- 찬미 : 체리 역
- 한지완 : 한연희 역
- 반상윤 : 이창용 역
- 이원정 : 김준영 역 (아역 박준혁)
- 박상훈 : 김호영 역 (아역 김승한)
- 미상 : 영지 역
- 금호석 : 강인호 역
- 오혜림 : 조나영 역
- 이원주 : 임영훈 역
- 이승형 : 변호사 역
- 하시은
- 미상 : 일진 남 역
- 미상 : 신하루 부모 살해 사건 담당 형사 역

### 특별 출연
- 장호일 : 김재원 역 †
- 한수연 : 정인영 역
- 문원주 : 김재원의 매니저 역
- 송민지 : 김희주 역
- 김강일 : 강성하 역 †
- 이창욱
- 장동선 : 징계위원회 위원장 역
- 김진웅

## 시청률
최저 시청률과 최고 시청률은 시청률 조사회사와 지역별로 시청률에 차이가 있을 수 있습니다.
| 2023년 | 2023년   | 2023년         | 2023년       | 2023년 |
| 회차   | 방송일   | AGB 시청률     | AGB 시청률   |        |
| 회차   | 방송일   | 대한민국(전국) | 서울(수도권) |        |
| ------ | -------- | -------------- | ------------ | ------ |
| 제1회  | 1월 2일  | 5.2%           | 4.3%         |        |
| 제2회  | 1월 3일  | 4.1%           | 3.8%         |        |
| 제3회  | 1월 9일  | 3.9%           | 3.7%         |        |
| 제4회  | 1월 10일 | 3.3%           | -            |        |
| 제5회  | 1월 16일 | 4.3%           | 4.2%         |        |
| 제6회  | 1월 17일 | 4.4%           | 4.6%         |        |
| 제7회  | 1월 30일 | 4.0%           | 3.7%         |        |
| 제8회  | 1월 31일 | 3.3%           | -            |        |
| 제9회  | 2월 6일  | 3.9%           | 3.8%         |        |
| 제10회 | 2월 7일  | 3.7%           | 3.8%         |        |
| 제11회 | 2월 13일 | 3.7%           | 3.3%         |        |
| 제12회 | 2월 14일 | 3.4%           | 3.6%         |        |
| 제13회 | 2월 20일 | 4.3%           | 4.3%         |        |
| 제14회 | 2월 21일 | 4.0%           | 4.2%         |        |
| 제15회 | 2월 27일 | 4.2%           | 4.2%         |        |
| 제16회 | 2월 28일 | 4.9%           | 5.1%         |        |

## 결방 사유
- 2023년 1월 23일 : 설날 특선 영화 《동감》 편성으로 인한 결방.
- 2023년 1월 24일 : 설날 특선 영화 《발신제한》 편성으로 인한 결방.

## 같이 보기
- 대한민국의 텔레비전 드라마 목록 (ㄷ)
- 2023년 대한민국의 텔레비전 드라마 목록